# The Old Homestead (film 1935)
The Old Homestead è un film del 1935 diretto da William Nigh.
È un film western a sfondo musicale e romantico statunitense con Mary Carlisle, Lawrence Gray e Willard Robertson. È basato sul romanzo del 1889 Denman Thompson's The Old Homestead di John Russell Coryell.

## Produzione
Il film, diretto da William Nigh con il soggetto e la sceneggiatura di Scott Darling, fu prodotto da M.H. Hoffman per la Liberty Pictures.

### Colonna sonora
- Moonlight in Heaven, parole e musica di John T. Scholl e Louis Alter
- Plow Boy, parole e musica di J. Keirn Brennan e Ted Snyder
- Love Me Ever, parole e musica di George Waggner, Howard Jackson e Jack Bennett
- Somehow I Knew, parole e musica di Harry Tobias, Neil Moret e Charles Rosoff
- Harlem Nasty Man, parole e musica di George Waggner e Howard Jackson
- Old Age Pension, parole e musica di Manny Stone

Le altre musiche furono composte dai Sons of the Pioneers.

## Distribuzione
Il film fu distribuito negli Stati Uniti dal 5 ottobre 1935 al cinema dalla Liberty Pictures.

## Promozione
Le tagline sono:
- "HIS LITLING MELODIESCAPTURED MANY HEARTS...But Lost The One He Wanted Most To Keep!".
- "A STORY ALL THE WORLD LOVES!".
- "FIVE SINGING STARS...a Musical Romance That All The World Will Love!".